# Климек, Иштван
Иштван Климек (рум. István Klimek; 15 апреля 1913, Австро-Венгрия — 12 ноября 1988) — румынский футболист, играл на позиции нападающего. Участник чемпионата мира 1934 года.

## Биография

### Игровая карьера
В течение пяти сезонов Климек играл за клуб ИЛСА, выступавший в те годы во Второй лиге. В 1936 году перешёл в «Кинезул», в составе которого отыграл три сезона и сыграл 29 матчей в Дивизии А.
Был включён в состав сборной Румынии на чемпионат мира 1934 года, но на турнире на поле не вышел.

### Смерть
Скончался 12 ноября 1988 года в возрасте 75 лет.